# Monumento a la Constitución de 1950
El Monumento Alegórico a la Constitución de 1950, conocido comúnmente comoMonumento a la Constitución está localizado en la ciudad de San Salvador, El Salvador,en el interior del Museo de Arte de El Salvador.
Alegoría a la Constitución de 1950 o Monumento a la Libertad: La escultura monumental, tallada directamente en piedra, está compuesta por nueve figuras: un obrero, una madre que sostiene en brazos a su hijo, la figura de una niña, dos figuras femeninas, una de ellas parcialmente cubierta por un soldado, el cual sostiene su fusil apuntando hacia abajo, en actitud pacífica. En la parte posterior destaca la figura de una mujer que sujeta la constitución de 1950. Todas estas figuras sostienen una mujer desnuda, cubierta con la bandera de El Salvador, que corona la escultura.
La obra, fechada en 1956, fue realizada por el artista costarricense nacionalizado mexicano Francisco Zúñiga (1912-1998), quien es considerado uno de los más importantes escultores latinoamericanos y cuya obra se encuentra en diversos museos y ciudades del mundo.
El Museo gracias a donación de la Fundación Zúñiga Laborde cuenta con los bocetos y planos del Monumento. La donación incluía también dibujos realizados por el artista durante su estadía en El Salvador y una escultura.
- Datos: Q30919056